# كاب جاكارين
كاب جاكارين (بالتيلاندية: จักริน ภูริพัฒน์) هو ممثل تايلاندي من مواليد 8 ديسمبر 1996، في بانكوك،تايلاند. شارك في الكثير من المسلسلات التيلاندية أبرزها สุดแค้นแสนรัก [التايلاندية].